# Liste der denkmalgeschützten Objekte in Únehle
Grundlage dieser Liste der denkmalgeschützten Objekte in Únehle ist die ÚSKP-Liste (Ústřední seznam kulturních památek České republiky, deutsch Zentrale Liste der Kulturdenkmäler der Tschechischen Republik), die von der tschechischen Denkmalschutzbehörde NPÚ (Národní památkový ústav, deutsch Nationale Denkmalbehörde) seit 1987 geführt wird und an die seit dem Jahr 1850 geschaffenen Listen anschließt.

## Denkmalgeschützte Objekte nach Ortsteilen

### Únehle
| Lage                                                             | Objekt            | Beschreibung                                                           | ÚSKP-Nr.                  | Bild          |
| ---------------------------------------------------------------- | ----------------- | ---------------------------------------------------------------------- | ------------------------- | ------------- |
| östlicher Ortsteil, am östlichen Ende des Dorfweihers (Standort) | Straßenbrücke     | Straßenbrücke                                                          | 103544 Info Katalog       | Straßenbrücke |
| 1,3 km südwestlich von Únehle (Standort)                         | etwa 45 Grabhügel | vorgeschichtliche Grabstätte, etwa 45 Grabhügel, archäologische Spuren | 27643/4-1992 Info Katalog | BW            |